# André Blanc Lapierre
André Joseph Blanc-Lapierre (Lavaur, Francia, 7 de julio de 1915 - Châtenay-Malabry, Francia, 14 de diciembre de 2001) fue físico, profesor en la Universidad de París-Sur, Orsay, y Presidente de la Academia de Ciencias de Francia.

## Biografía
André Blanc-Lapierre recibió su primera educación en una "École Supérieure Primaire". Era un alumno excelente y se incorporó al clásico liceo, para estudiar el bachillerato y luego se incorporó a la "Escuela Normal Superior". La educación especial que recibió en su familia y su formación en estas escuelas le dio características propias, caligrafía muy elegante y otros hábitos buenos para el desarrollo de su vida y obra.
Egresado de la Escuela Normal Superior (1934-1938), fue profesor asociado de Física (1938), doctorado en Física (1944) y matemáticas (1945), primero enseñó en la Escuela Normal Superior y después en la Universidad de Argel, y desde 1961, en la Facultad de Ciencias de Orsay. También fue sucesivamente director del Instituto de Estudios Nucleares de Argel (1956-1961), del Laboratorio del Acelerador Lineal de Orsay (1961-1969) y de la École supérieure d'électricité (1969-1978). Entre 1962 y 1966 fue miembro y Presidente del Comité Consultivo de Investigación Científica y Técnica. Elegido miembro de la Academia de las Ciencias en 1970, ocupa la presidencia en 1985-1986. De 1987 a 1990, presidió el Consejo Supremo de la Seguridad y la Información Nuclear.
Junto con sus actividades científicas en los campos de la electrónica, del procesamiento de señales, de la aplicación de señales aleatorias en la física y las comunicaciones y de la física de alta energía, tuvo responsabilidades importantes en política científica, especialmente en los campos de la física subatómica y los aceleradores de partículas. Fue uno de los iniciadores de la creación del Instituto Nacional de Física Nuclear y Física de Partículas.

## Honores y méritos
- Gran Oficial de la Orden Nacional del Mérito (1989)
- Gran Oficial de la Legión de Honor (1992)
- Presidente del Comité Francés de Física[1] (1969) de la Société Française des Electriciens[2] (1971) y de la Société Française de Physique (1981)
- Miembro de l'Académie des Sciences de París (desde 1970), vicepresidente (1983-1984) y presidente (1985-1986)[3]
- Presidente del Conseil Supérieur de la Sûreté et de l'Information Nucléaires[4] (1987-1990)

## Obras
- André Blanc-Lapierre, ed. (1982). Mankind and energy: needs, resources, hopes. Elsevier. ISBN 9780444997159.